# Torpeda Mark 24 Tigerfish
Mark 24 Tigerfish – brytyjska torpeda ciężka, przeznaczona do zwalczania jednostek nawodnych i podwodnych, pozostająca w służbie Royal Navy w latach 1979-2004. Zastąpiona została przez torpedę Spearfish.
Mark 24 Tigerfish przedstawiana jest jako przykład nieudanych konstrukcji o wysokiej awaryjności. Torpeda opracowana w programie badawczo-konstrukcyjnym o wartości 1,6 miliarda funtów, nigdy nie udowodniła swojej wysokiej wartości bojowej. Wczesne zaś wersje tej konstrukcji, cechował wskaźnik awaryjności przekraczający 75%. Z tego też powodu w trakcie wojny o Falklandy, brytyjski okręt podwodny HMS Conqueror nie zdecydował się na ich użycie, torpedując i zatapiając argentyński krążownik ARA General Belgrano za pomocą starych torped Mark VIII mod 4.